# Milkshake

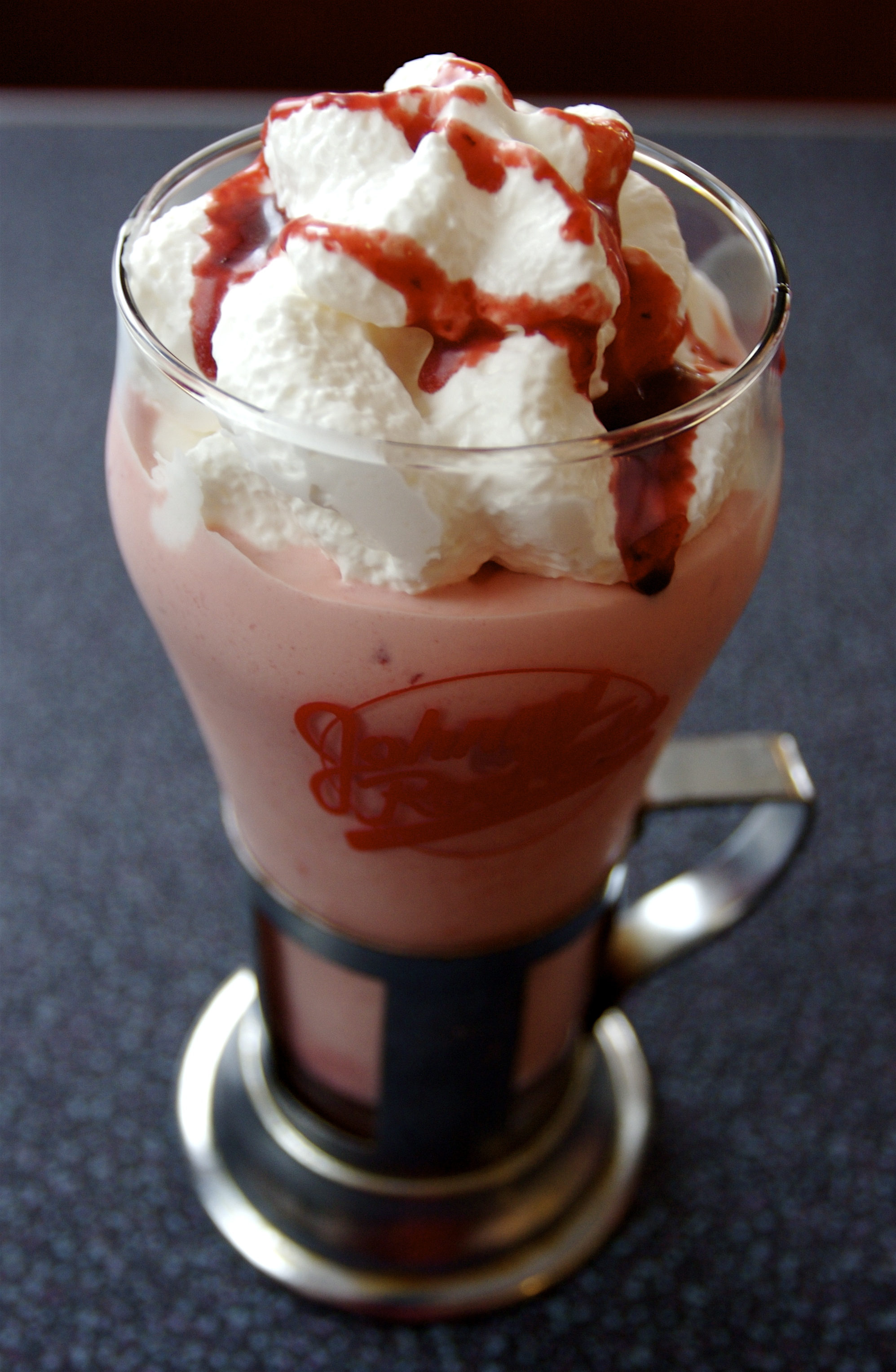
Milkshake med jordgubbssmak

Milkshake är en dryck som består av mjölk som mixats ihop med en smaktillsats, exempelvis frukt, bär, juice eller saft och ofta glass, för att sedan serveras väl kyld, ibland med sugrör. Milkshake går att göra hemma, exempelvis med en mixer.
Ordet "milkshake" är belagt i svenska språket sedan 1958.